# Across the Isthmus of Panama in 1912
Across the Isthmus of Panama in 1912 è un cortometraggio muto del 1912. Il nome del regista non viene riportato. Il film documenta il progetto dalla costruzione del Canale di Panama.
Nel 1903, gli Stati Uniti avevano istituito la Zona del Canale, ottenendone l'affitto perpetuo e l'autorizzazione a iniziare i lavori. Sull'Istmo di Panama, dal 1907 vennero intrapresi i lavori per la realizzazione del Canale che si sarebbero conclusi il 3 agosto 1914.

## Produzione
Il film fu prodotto dalla Selig Polyscope Company. Nel 1909, la Selig aveva prodotto un altro documentario sullo stesso argomento dal titolo Across the Isthmus.

## Distribuzione
Distribuito dalla General Film Company, il documentario - un cortometraggio in una bobina - uscì nelle sale cinematografiche statunitensi il 15 marzo 1912.